# The Song and Dance Man
The Song and Dance Man es una película de dramática comedia muda estadounidense de 1926 producida por Famous Players-Lasky y lanzada a través de Paramount Pictures. Está basada en una obra de teatro de George M. Cohan y fue dirigida por Herbert Brenon. Una copia de la película se encuentra en la colección de la Biblioteca del Congreso . De sus siete carretes originales, solo sobreviven los últimos cinco.

## Trama
"Happy" Farrell (Moore) quiere ser un famoso cantante y bailarín. Se hace amigo de una joven bailarina, Leola (Love), que lo acompaña a una audición. A Leola se le da un contrato, pero a Happy no. Happy cambia de carrera y se vuelve exitoso, pero aún anhela ser un hombre de canto y baile. Después de tres años, Leola planea retirarse del baile para poder casarse, pero Happy regresa para perseguir su sueño original. Leola se inspira en esto y su prometido accede a dejarla continuar con su carrera de bailarina.

## Reparto
- Tom Moore como Happy Farrell
- Bessie Love como Leola Lane
- Harrison Ford como Joseph Murdock
- Norman Trevor como Charles Nelson
- Bobby Watson como Fred Carroll
- Josephine Drake como Jane Rosemond
- George Nash como el inspector Craig
- William B. Mack como Tom Crosby
- Helen Lindroth como Marsha Lane
- Jane Jennings como Ma Carroll

## Recepción
La película recibió revisiones mixtas. A pesar de que los actores estuvieron alabados, la parcela estuvo criticada porque las dos ventajas no fueron reunidas al final de la película.